# Роша, Ален
Але́н Роша́ (фр. Alain Rochat; 1 февраля 1983, Сен-Жан-сюр-Ришелье, Квебек, Канада) — швейцарский футболист, защитник.

## Карьера

### Клубная карьера
Роша родился в Канаде, но когда ему было два года, его семья переехала в Швейцарию. Играл в юношеской команде клуба «Грансон-Тюильри», а в 1995 году перешёл в академию «Ивердон-Спорт». Дебютировал на профессиональном уровне в составе «Ивердона» в сезоне Национальной лиги A 1999/2000.
В январе 2002 года Роша перешёл в клуб «Янг Бойз». Провёл в клубе три с половиной сезона.
2 июня 2005 года Роша подписал трёхлетний контракт с французским клубом «Ренн», который нанял его, чтобы компенсировать уход Арно Ле Лана. В первых четырёх матчах с его участием бретонский клуб пропустил 13 мячей, включая его автогол в поединке с «Нанси». Вскоре «Ренн» стал искать более опытного левого защитника и остановился на Эрике Эдмане, который быстро зарекомендовал себя как постоянный игрок основного состава. А Роша был переведён главным тренером Ласло Бёлёни в резервную команду.
В августе 2006 года Роша вернулся в Швейцарию, присоединившись на правах аренды к клубу «Цюрих» на один сезон с возможностью постоянного трансфера. Летом 2007 года он был выкуплен «Цюрихом» у «Ренна» и подписал со швейцарским клубом четырёхлетний контракт до лета 2011 года. Вместе с клубом Роша завоевал титулы чемпиона швейцарской Суперлиги в кампаниях 2006/07 и 2008/09.
17 августа 2010 года Роша был приобретён канадским клубом «Ванкувер Уайткэпс» из второго дивизиона Федерации футбола США и сразу же был отдан в аренду обратно «Цюриху» до января 2011 года.
21 января 2011 года Роша подписал контракт уже с клубом MLS «Ванкувер Уайткэпс». 19 марта 2011 года сыграл в матче стартового тура сезона 2011 против другого канадского клуба «Торонто», ставшем для «Ванкувера» дебютом в MLS. 23 апреля 2011 года в матче против «Далласа» забил свой первый гол за «сине-белых».
6 июня 2013 года Роша был обменян в «Ди Си Юнайтед» на пик второго раунда Супердрафта MLS 2015 и условный пик Супердрафта MLS 2016. Роша был недоволен сделкой, так как она нарушила его семейную жизнь. За «чёрно-красных» он сыграл в пяти матчах, проведя на поле 404 минуты.
11 июля 2013 года Роша был продан в один из своих бывших клубов, «Янг Бойз», за 500 тыс. долларов и подписал с бернским клубом контракт до 2015 года с опцией продления ещё на один сезон. 3 февраля 2015 года Роша продлил контракт с «Янг Бойз» на один сезон до лета 2016 года. 15 апреля 2016 года контракт Роша с «Янг Бойз», истекавший в конце сезона, был продлён на один год.
19 июня 2017 года Роша, расторгнув контракт с «Янг Бойз» по обоюдному согласию сторон, перешёл в «Лозанна-Спорт», подписав с клубом однолетний контракт с опцией продления ещё на один сезон.
21 июня 2018 года Ален Роша объявил о завершении футбольной карьеры.
Летом 2018 года Роша вернулся в свой молодёжный клуб «Грансон-Тюильри».

### Международная карьера
Роша привлекался в сборную Швейцарии до 21 года. Принимал участие в молодёжных чемпионатах Европы 2002 и 2004.
За старшую сборную Швейцарии Роша дебютировал 4 июня 2005 года в матче квалификации чемпионата мира 2006 против сборной Фарерских островов.

## Достижения
«Цюрих»
- Чемпион Швейцарии: 2006/07, 2008/09